# Douglas Augusto Soares Gomes
Douglas Augusto Soares Gomes (Río de Janeiro, 13 de enero de 1997), más conocido como Douglas Augusto, es un futbolista brasileño que juega en la demarcación de centrocampista en el F. C. Krasnodar de la Liga Premier de Rusia.

## Carrera deportiva
Douglas Augusto comenzó su carrera deportiva en el Fluminense, equipo con el que debutó como profesional el 6 de septiembre de 2015, en un partido de la Serie A brasileña frente al Flamengo.
Pese a renovar su contrato con el Fluminense hasta 2021, abandonó el club en 2018, cuando fichó por el Corinthians. En 2019 fue cedido al E. C. Bahia.

### PAOK
El 1 de julio de 2019 fichó por el PAOK de Salónica de la Superliga de Grecia.

## Selección nacional
Douglas Augusto fue internacional sub-20 y sub-23 con la selección de fútbol de Brasil.

## Clubes
| Club                 | País    | Año       |
| -------------------- | ------- | --------- |
| Fluminense F. C.     | Brasil  | 2015-2018 |
| S. C. Corinthians    | Brasil  | 2018-2019 |
| E. C. Bahia (cedido) | Brasil  | 2019      |
| PAOK de Salónica     | Grecia  | 2019-2023 |
| F. C. Nantes         | Francia | 2023-2025 |
| F. C. Krasnodar      | Rusia   | 2025-     |

## Palmarés

### Campeonatos nacionales
| Título         | Club                   | País   | Año  |
| -------------- | ---------------------- | ------ | ---- |
| Copa de Grecia | PAOK de Salónica F. C. | Grecia | 2021 |